# Tournée de l'équipe de France de rugby à XV en 2010
L'équipe de France de rugby à XV effectue du 12 au 26 juin 2010 une tournée en Argentine et en Afrique du Sud,.

## Résultats complets
| No | Date         | Lieu                                           | Match                   | Score   | Compétition |
| -- | ------------ | ---------------------------------------------- | ----------------------- | ------- | ----------- |
| 1  | 12 juin 2010 | Newlands Stadium, Le Cap, Afrique du Sud       | Afrique du Sud – France | 42 – 17 | test match  |
| 2  | 18 juin 2010 | Stade Ciudad de La Plata, La Plata, Argentine  | Argentine XV – France A | 14 – 37 | tournée     |
| 3  | 26 juin 2010 | Stade José-Amalfitani, Buenos Aires, Argentine | Argentine – France      | 41 – 13 | test match  |